# Stadion Miejski w Podujevie
Stadion Miejski (alb. Stadiumi i Qytetit, serb. Градски стадион, Gradski stadion) – wielofunkcyjny stadion sportowy w Podujevie w Kosowie. Wykorzystywany jest głównie do meczów piłki nożnej. Swoje mecze rozgrywają na nim drużyny KF Besiana Podujevo, KF Hysi Podujevo i KF Llapi Podujevo. Obiekt może pomieścić 2000 widzów.